# Genitori - Istruzioni per l'uso
Genitori - Istruzioni per l'uso (titolo francese Parents - Mode d'emploi) è una serie televisiva francese di sessanta episodi di sette minuti l'uno prodotto da Guillaume Renouil e Elephant Story che va in onda su France 2 dal 4 novembre 2013 e dal 23 marzo 2014 su Rai 1 nella trasmissione Carosello Reloaded.

## Trama
Isa e Gaby Martinet, una coppia di quarantenni, genitori di tre bambini di 8, 12 e 16 anni, si sforzano di essere degni del loro compito, nei problemi dei loro doveri coniugali. 